# Улица Главмосстроя
Улица Главмосстроя — улица в Москве в ЗАО в районе Солнцево.

## Название
Улица, созданная в 1984 году, после вхождения города Солнцево в состав Москвы, получила своё название по организации Главмосстрой, строившей окружающие дома.

## Расположение
Улица Главмосстроя пролегает от Солнцевского проспекта до Боровского шоссе, на небольшом отрезке в начале имеет северо-восточное направление, после чего делает резкий излом и далее следует на северо-запад.

## Транспорт

### Метро
- Станции метро: «Солнцево», «Говорово».

### Железнодорожный транспорт
- Станция Солнечная находится в 1,2 км по прямой от конца улицы.

### Автобус
| 275: | 5-й микрорайон Солнцева • Говорово • Мещерская • Кунцевская • Кунцевская            |
| 752: | Беляево • Университет дружбы народов • Юго-Западная • Озёрная • Говорово • Солнцево |
| 793: | 5-й микрорайон Солнцева • Солнцево • Говорово • Озёрная • Проспект Вернадского      |
| 862: | Мещерская • Говорово • Солнцево • Солнечная                                         |

«→» — остановки проходятся только при движении в прямом направлении; «←» — остановки проходятся только при движении в обратном направлении.